# 천원석
천원석(1997년 2월 22일 ~ )은 전 KBO 리그 LG 트윈스의 야구 선수다.

## 출신 학교
- 양정초등학교
- 사직중학교
- 부산공업고등학교
- 제주고등학교

## 등번호
- 103 (2016~2017)
- 111 (2019~2020)
- 47 (2020)